# Adolenda decolorata
Adolenda decolorata är en insektsart som först beskrevs av Dlabola 1957.  Adolenda decolorata ingår i släktet Adolenda och familjen Kinnaridae. Inga underarter finns listade i Catalogue of Life.